# ترونوکس
ترونوکس (انگلیسی: Tronox) شرکت معدن آمریکایی است، که در سال ۲۰۰۶ تأسیس شد.